# Galepsus gracilis
Galepsus gracilis es una especie de mantis de la familia Tarachodidae.

## Distribución geográfica
Se encuentra en Kenia, Tanzania y Uganda.